# Ajrat Fajzullin
Ajrat Rajiewicz Fajzullin, ros. Айрат Райевич Файзуллин (ur. 6 maja 1959) – radziecki żużlowiec.
Zdobywca srebrnego medalu indywidualnych mistrzostw Rosji (1984). Mistrz Związku Radzieckiego juniorów (1978). Wicemistrz świata juniorów (Leningrad 1979). Dwukrotny drużynowy mistrz Związku Radzieckiego (1978, 1988).